# Gisela Lara Saldaña
Gisela Juliana Lara Saldaña (18 de septiembre de 1956) es una médica y política mexicana, que como miembro del Partido Acción Nacional (PAN) ocupó varios cargos públicos, entre ellos, diputada federal de 2003 a 2006. Desde el 20 de septiembre de 2022 al 30 de julio de 2023 fungió como directora general de los Servicios de Salud del Instituto Mexicano del Seguro Social para el Bienestar (IMSS-Bienestar).

## Biografía
Es médica cirujana egresada de la Universidad del Noreste Tampico, institución donde también ejerció como docente; cuenta además con una especialidad en administración de hospitales por el Instituto Nacional de Salud Pública.
De 1982 a 1984 fue médico especial del IMSS-Coplamar en Tamaulipas, y de 1984 a 1986 coordinadora de investigación en el grupo materno infantil y asesor médico auxiliar del Instituto Mexicano del Seguro Social (IMSS). De 1986 a 1987 fue jefa del departamento de coordinación de apoyo jurisdiccional y de 1987 a 1988 jefa de oficina del programa de salud materno infantil, ambos en la Secretaría de Salud en San Luis Potosí. 
En 1988 inició su participación política siendo candidata del PAN a síndica del municipio de Tula, no habiendo logrado el triunfo, posteriormente, en 1989 fue jefa de la jurisdicción sanitaria en Matehuala, San Luis Potosí. Entre 1991 y 2003 fue además tesorera de la sociedad médica de Tula.
En 1998 se afilió formalmente al PAN, presidiendo entre ese año y 2000 la comisión organizadora del PAN en Tula y entre 2000 y 2001 el comité directivo municipal. En 2001 fue por unos meses, diputada al Congreso del Estado de Tamaulipas por el Distrito 4 local. De 2001 a 2003 fue secretaria de Capacitación del comité municipal del PAN en Tula y de 2002 a 2005 consejera estatal en Tamaulipas.
En 2003 fue elegida diputada federal por la vía de la representación proporcional a la LIX Legislatura que concluyó en 2006. En dicho periodo fue integrante de las comisiones de Salud; de Seguridad Social; de Equidad y Género; especial de la Cuenca de Burgos; y, especial para dar seguimiento a los Fondos de los Trabajadores Braceros.
Al concluir su función legislativa, fue nombrada coordinadora de Acción Comunitaria del programa IMSS-Oportunidades en el gobierno del presidente Felipe Calderón Hinojosa, ocupandolo de 2007 a 2013. Posteriormente, fue señalada por presuntamiente haber ocupado el cargo de coordinadora nacional de Guarderías del IMSS  y, durante su función en dicho cargo, haber otorgado la concesión de la Guardería ABC en Hermosillo, Sonora, que el 5 de junio de 2009 sufrió un incendio en el que perdieron la vida 49 menores. Hecho en el que ella ha negado cualquier participación y haber ocupado dicho cargo.
De 2013 a 2018 fue nombrada jefa del departamento de Supervisión y Evaluación del programa IMSS-Prospera, en el gobierno del presidente Enrique Peña Nieto. En el nuevo gobierno del presidente Andrés Manuel López Obrador, fue nombrada el 3 de diciembre de 2018 como titular de la Unidad del Programa IMSS-Bienestar. El 31 de agosto de 2022 se publicó el decreto que creaba Servicios de Salud del Instituto Mexicano del Seguro Social para el Bienestar, un «organismo público descentralizado de la Administración Pública Federal, no sectorizado, con personalidad jurídica y patrimonio propio y autonomía técnica, operativa y de gestión», abreviado IMSS-Bienestar; y el 20 de septiembre siguiente, se desingó a Gisela Lara Saldaña, como su directora general.
Dejó la titularidad del IMSS-Bienestar el 30 de julio de 2023, siendo sustituida en dicho cargo por Alejandro Calderón Alipi.